# Petrus Lotichius Secundus
Pour les autres membres de la famille, voir Lotichius.
Petrus Lotichius Secundus, forme latine de Peter Lotich, né le 2 novembre 1528 à Schlüchtern en Vétéravie et mort en 1560 à Heidelberg, était un écrivain et médecin allemand, neveu de Petrus Lotichius, abbé du monastère de Schlüchtern, qui fonda un collège latin. Petrus Lotichius Secundus fut l'un des premiers en Allemagne à secouer le joug de la scolastique avant de se convertir au luthéranisme dont il sera l'ardent sectateur. 

## Biographie
Le neveu prit le surnom de Secundus (le deuxième) pour se distinguer de cet oncle qui avait assuré sa première éducation. Il passa ensuite sous la direction de Micyllus, de Mélanchton et de Camerarius qui encouragèrent tous ses grandes dispositions poétiques. Il porta un temps les armes sous les drapeaux de la ligue de Smalcalde, puis accompagna dans leurs voyages les neveux de Daniel Stribar, doyen de Würtzbourg. 
Pendant plusieurs années il étudia la médecine en France et en Italie. A Montpellier, Lécluse le présenta à Rondelet qui le tirera des griffes de l'Inquisition pour avoir mangé de la viande en carême. Il s'en retourna de Padoue avec le bonnet de docteur et pour servir l'électeur Palatin, il refusa la chaire de poésie de Marbourg. Il en occupa une de médecine à Heidelberg où il mourut en 1560, empoisonné par un philtre préparé par une femme pour un amant infidèle et que Lotichius avait bu par mégarde. J. Hagen, son biographe l'a titré prince des poètes latins modernes.
Il est l'oncle du médecin et historiographe Johann Peter Lotichius.